# Ribnjak Grudnjak s okolnim šumskim kompleksom
Ribnjak Grudnjak s okolnim šumskim kompleksom este o arie protejată (sit de importanță comunitară — SCI) din Croația întinsă pe o suprafață de 12.434,83 ha, integral pe uscat.

## Localizare
Centrul sitului Ribnjak Grudnjak s okolnim šumskim kompleksom este situat la coordonatele 45°36′02″N 18°10′28″E / 45.600639°N 18.174312°E.

## Înființare
Situl Ribnjak Grudnjak s okolnim šumskim kompleksom a fost declarat sit de importanță comunitară în iulie 2013 pentru a proteja 3 specii de animale.

## Biodiversitate
Situată în ecoregiunea continentală, aria protejată conține 3 habitate naturale: Ape stătătoare oligotrofe până la mezotrofe, cu vegetație de Littorelletea uniflorae și/sau de Isoëto-Nanojuncetea, Păduri de stejar sau de stejar și carpen sub-atlantice și medio-europene de Carpinion betuli, Păduri aluvionare cu Alnus glutinosa și Fraxinus excelsior (Alno-Padion, Alnion incanae, Salicion albae).
La baza desemnării sitului se află mai multe specii protejate:
- amfibieni (2): buhai de baltă cu burta roșie (Bombina bombina), triton cu creastă dobrogean (Triturus dobrogicus)
- mamifere (1): vidră de râu (Lutra lutra)

Pe lângă speciile protejate, pe teritoriul sitului au mai fost identificate 1 specie de plante.